# Luis Russell
Luis Russell (6. august 1902 – 11. december 1963) var en amerikansk jazzorkesterleder, pianist og arrangør.
Han spillede 1924-1927 hos King Oliver og blev herefter leder af sit eget orkester.
Sammen med bl.a. Henry Allen, Jay Higginbotham, Pops Foster og Paul Barbarin blev Russell og hans orkester meget populær, specielt 1929-1931.
I midten af 1930'erne blev orkestret omdannet og udvidet. I perioden 1935-1943 akkompagnerede det Louis Armstrong og blev annonceret under hans navn.
Russell spillede derefter med et nyt og stort eget orkester indtil 1948.
1. ↑  Navnet er anført på engelsk og stammer fra Wikidata hvor navnet endnu ikke findes på dansk.